# Рошовиці
Рошовиці (пол. Roszowice) — село в Польщі, у гміні Цисек Кендзежинсько-Козельського повіту Опольського воєводства.
Населення — 225 осіб (2011).

## Демографія
Демографічна структура станом на 31 березня 2011 року:
|          | Загалом | Допрацездатний вік | Працездатний вік | Постпрацездатний вік |
| -------- | ------- | ------------------ | ---------------- | -------------------- |
| Чоловіки | 108     | 9                  | 80               | 19                   |
| Жінки    | 117     | 17                 | 71               | 29                   |
| Разом    | 225     | 26                 | 151              | 48                   |